# Ślęza
För berget, se Ślęża.

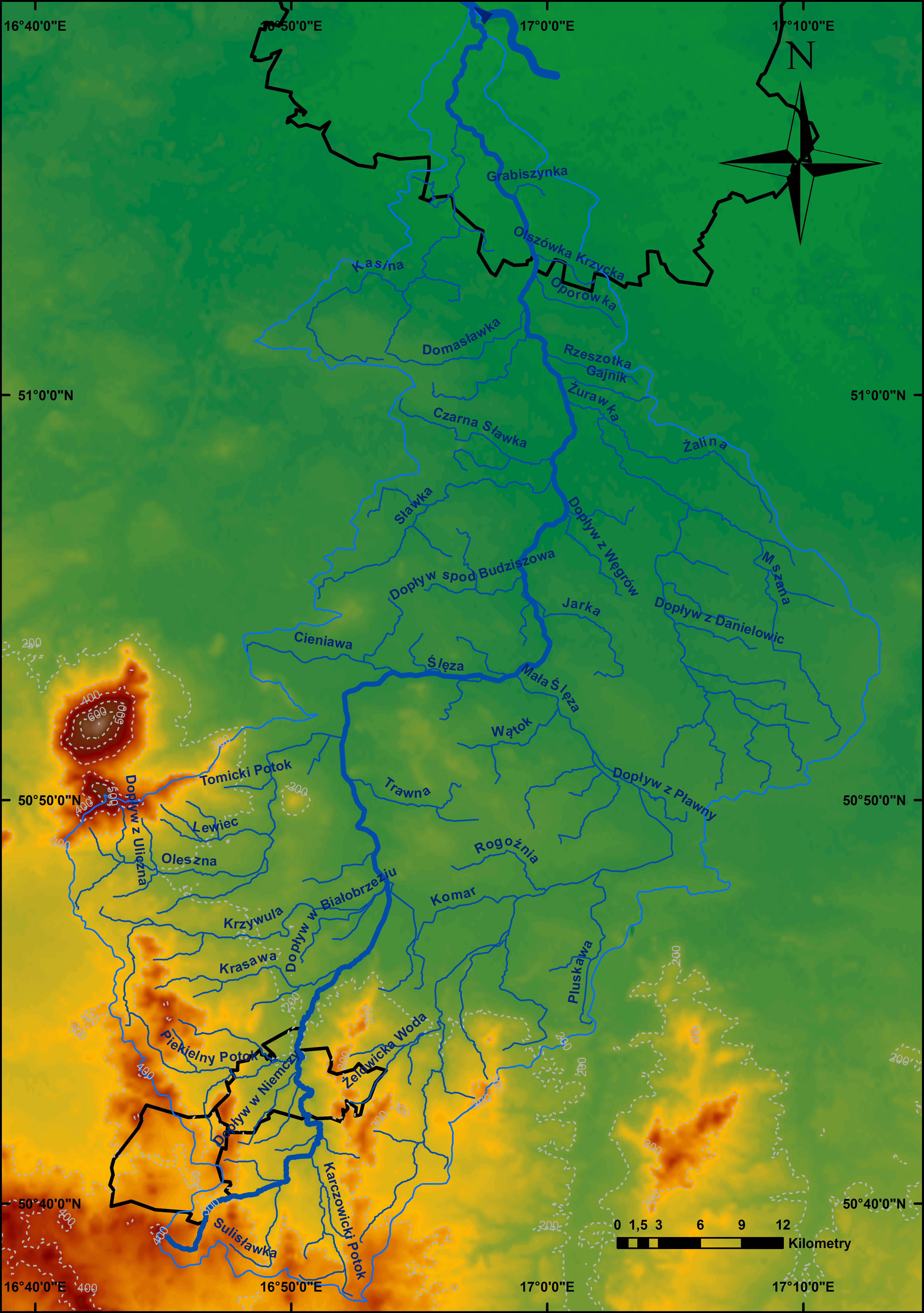
Karta över Ślęzas avrinningsområde med bifloder. Wrocławs stadsgräns markerad i svart.

Ślęza [ˈɕlɛ̃za], tyska: Lohe, historiskt även kallad Lawa, Lau, Slenze, Sclenza, är en flod i Nedre Schlesiens vojvodskap i sydvästra Polen. Floden utgör en 72 kilometer lång biflod till Oder. Den har sin källa vid Kubice nära Ząbkowice Śląskie och rinner därifrån norrut genom staden Niemcza. Floden har sin mynning i Oder i stadsdelen Fabryczna i västra delen av Wrocław.
Den största bifloden är Mała Ślęza.